# Wiktar Schejman

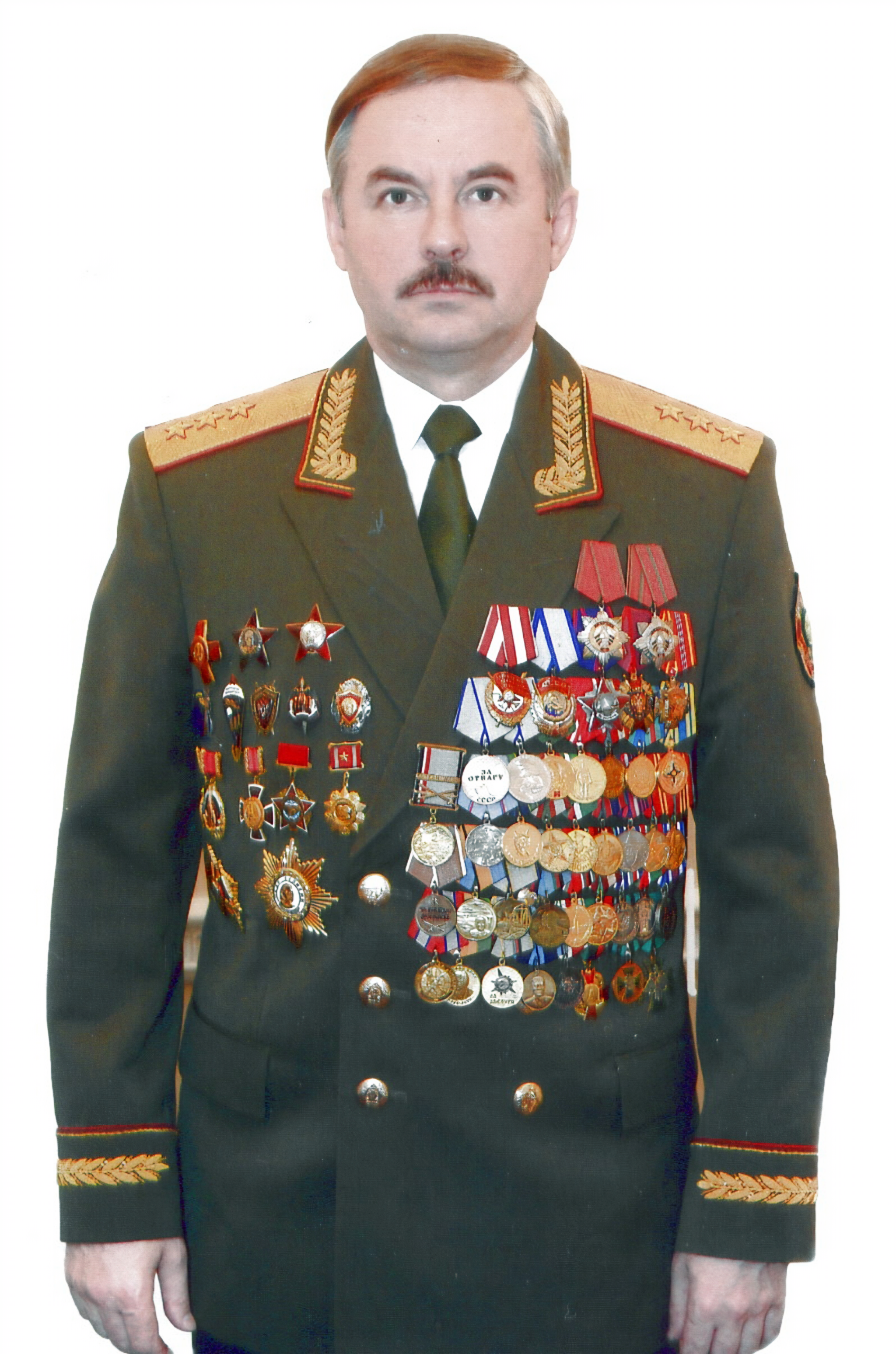
Wiktar Schejman (2012)

Wiktar Uladsimirawitsch Schejman (belarussisch Віктар Уладзіміравіч Шэйман; russisch Ви́ктор Влади́мирович Ше́йман; * 26. Mai 1958 im Rajon Woranawa, Hrodsenskaja Woblasz, Belarussische Sozialistische Sowjetrepublik, UdSSR) ist ein belarussischer Politiker und Staatsmann.

## Biographie
Schejman ist Absolvent der Höheren Panzerschule von Blagoweschtschensk und der Akademie des Innenministeriums der Republik Belarus. Den Militärdienst leistete er in den Luftlandetruppen der Sowjetunion ab und nahm in den 1980er Jahren an Sowjetischen Intervention in Afghanistan teil. Zum Zeitpunkt seiner Wahl zum Abgeordneten des Obersten Sowjets der Belarussischen Sozialistischen Sowjetrepublik der 12. Einberufung diente Schejman im Jahr 1990 im Rang eines Majors als stellvertretender Kommandant der 38. belarussischen Luftangriff-Brigade.
Von 1990 bis 1994 war Schejman Abgeordneter des Obersten Rates der Republik Belarus und zuständiger Sekretär der Kommission des Obersten Rates für die Fragen der Nationalen Sicherheit, Verteidigung und Kriminalitätsbekämpfung. Bei den Präsidentschaftswahlen 1994 stellte er sich eindeutig an die Seite von Aljaksandr Lukaschenka.
Zwischen Dezember 1995 und November 2000 bekleidete Schejman den Posten des Staatssekretärs des Sicherheitsrates von Belarus. In diesem Zeitraum war er auch als Innenminister des Landes tätig.
Im November 2000 wurde Schejman zum Generalstaatsanwalt von Belarus ernannt und blieb auf diesem Posten bis Ende 2004, bevor er in die Präsidialverwaltung wechselte. Im Dezember 2005 gründete er eine Initiativgruppe zur Unterstützung von Lukaschenka bei den Präsidentschaftswahlen 2006 und leitete persönlich seine gesamte Wahlkampagne.
Im März 2006 erhielt Schejman eine neue Position als Staatssekretär des Sicherheitsrates von Belarus. Im Juli 2008 entließ Lukaschenka Schejman von seinem Amt. Als Grund nannte der belarussische Präsident die Explosion in Minsk während der Feierlichkeiten am Unabhängigkeitstag und die damit verbundenen Sicherheitslücken. Doch im Januar 2009 machte Lukaschenka Schejman zu seinem Beauftragten für Sonderfragen. Vier Jahre später wurde er von dieser Position entbunden.

## Kritik
Kritiker werfen Schejman vor, sein Amt als Generalstaatsanwalt missbraucht zu haben, um die oppositionelle Zeitung „Swoboda“ zu schließen. Von politischen Oppositionsgruppen, internationalen Menschenrechtsorganisationen und dem Europarat wird er zudem beschuldigt sogenannte „Todesschwadronen“ organisiert zu haben, welche für die Ermordung der Regierungsgegner Jury Sacharanka, Wiktar Hantschar, Anatoli Krassouski und von Dmitri Sawadski, dem Korrespondenten des russischen Fernsehsenders Perwy Kanal verantwortlich gewesen sein sollen. 2006 wurde gegen Schejman und 40 weitere Mitglieder der belarussischen Regierung wegen der Wahlmanipulationen das Einreiseverbot in die Europäische Union und die USA verhängt. 2008 wurde er aus der Sanktionsliste gestrichen.
2018 wurde Schejman erneut auf die Sanktionsliste der EU und USA (Specially Designated Nationals and Blocked Persons) gesetzt. Die US-amerikanische Regierung behauptet, Schejman sei eines der größten Hindernisse für die demokratischen Veränderungen in Belarus. Es steht auch auf den Sanktionslisten von Großbritannien und der Schweiz. Im Juni 2022 fiel er auch unter die Sanktionen Kanadas. Im August 2023 setzte Kanada außerdem Sergei und Olga Schejman sowie Anna Pushkareva, Wiktar Schejmans Kinder bzw. einen mutmaßlichen Geschäftspartner, auf die schwarze Liste.

## Privates
Schejman ist verheiratet und hat einen Sohn und eine Tochter. Sohn, Sjarhej Schejman, figurierte in der Liste von in den Pandora Papers genannten Personen: als er zusammen mit dem belarussisch-amerikanischen Geschäftsmann Aljaksandr Singman (jeder hat 50 %) durch eine Offshore-Firma geologische Explorationen und Goldbergbau in Simbabwe durchführt. Wiktar Schejman war mindestens zweimal in Simbabwe und er war es, der das Simbabwe-Bergbauabkommen verkündete.